# Parco nazionale Saltfjellet-Svartisen
Il parco nazionale Saltfjellet-Svartisen è un parco nazionale della Norvegia, nella contea di Nordland. È stato istituito nel 1989 e occupa una superficie di 2.102 km² a tutela del gruppo montuoso del Saltfjellet e del ghiacciaio Svartisen.